# Роликобежный спорт на летних юношеских Олимпийских играх 2018
Соревнования по роликобежному спорту на летних юношеских Олимпийских играх 2018 года прошли с 7 по 8 октября в Paseo de la Costa в Буэнос-Айреса, столицы Аргентины. Были разыграны 2 комплекта наград: у юношей и девушек. В соревнованиях, согласно правилам, смогли принять участие спортсмены рождённые с 1 января 2000 года по 31 декабря 2003 года.

## История
Роликобежный спорт является новым видом программы, который дебютирует на III летних юношеских Олимпийских играх в Буэнос-Айресе.
На прошлых играх в 2014 году вид спорта был представлен как демонстрационный.

## Квалификация
Каждый Национальный олимпийский комитет (НОК) может участвовать не более чем в 2 соревнованиях, по одному спортсмену у юношей и девушек.
Как хозяйки, Аргентине дали 2 квоты, по одной в каждой дисциплине. Юноша у команды Аргентины выступать не будет.
Кроме того, 2 участника будут приглашены по решению трехстороннего комитета. Принято решение всех отобрать по спортивному принципу и не использовать данное соглашение.
Остальные места были определены на чемпионате мира по роликобежному спорту 2018 года, причем каждый континент гарантировал себе хотя бы одно место на Играх при условии, что они принимали участие в мировом чемпионате. Африка представлена не была.
Общее число спортсменов, которые выступят на соревнованиях, было определено Международным олимпийским комитетом и составило 24 человека (12 юношей и 12 девушек).

## Календарь
| ЦО | Церемония открытия | ● | Квалификации | 2 | Финалы соревнований | ЦЗ | Церемония закрытия |

| Октябрь            | 06 Сб | 07 Вс | 08 Пн | 09 Вт | 10 Ср | 11 Чт | 12 Пт | 13 Сб | 14 Вс | 15 Пн | 16 Вт | 17 Ср | 18 Чт | Соревнования |
| ------------------ | ----- | ----- | ----- | ----- | ----- | ----- | ----- | ----- | ----- | ----- | ----- | ----- | ----- | ------------ |
| Роликобежный спорт | ●     | ●     | 2     |       |       |       |       |       |       |       |       |       | ●     | 2            |

## Медали

### Общий зачёт
(Жирным выделено самое большое количество медалей в своей категории; принимающая страна также выделена)
| Общее количество медалей |            |        |         |        |       |
| Место                    | Страна     | Золото | Серебро | Бронза | Всего |
| 1                        | Колумбия   | 2      | 0       | 0      | 2     |
| 2                        | Италия     | 0      | 1       | 1      | 2     |
| 3                        | Франция    | 0      | 1       | 0      | 1     |
| 4                        | Нидерланды | 0      | 0       | 1      | 1     |
| Всего                    | Всего      | 2      | 2       | 2      | 6     |

### Медалисты
| Дисциплина | Золото                                  | Серебро                      | Бронза                            |
| Юноши      | Джони Андрес Ангуло Рейна Колумбия — 39 | Винченцо Майорка Италия — 38 | Мерейн Схеперкамп Нидерланды — 30 |
| Девушки    | Габриэла Изабель Руеда Колумбия — 42    | Онорин Барро Франция — 36    | Джорджиа Валанзано Италия — 36    |